# Bệ phóng

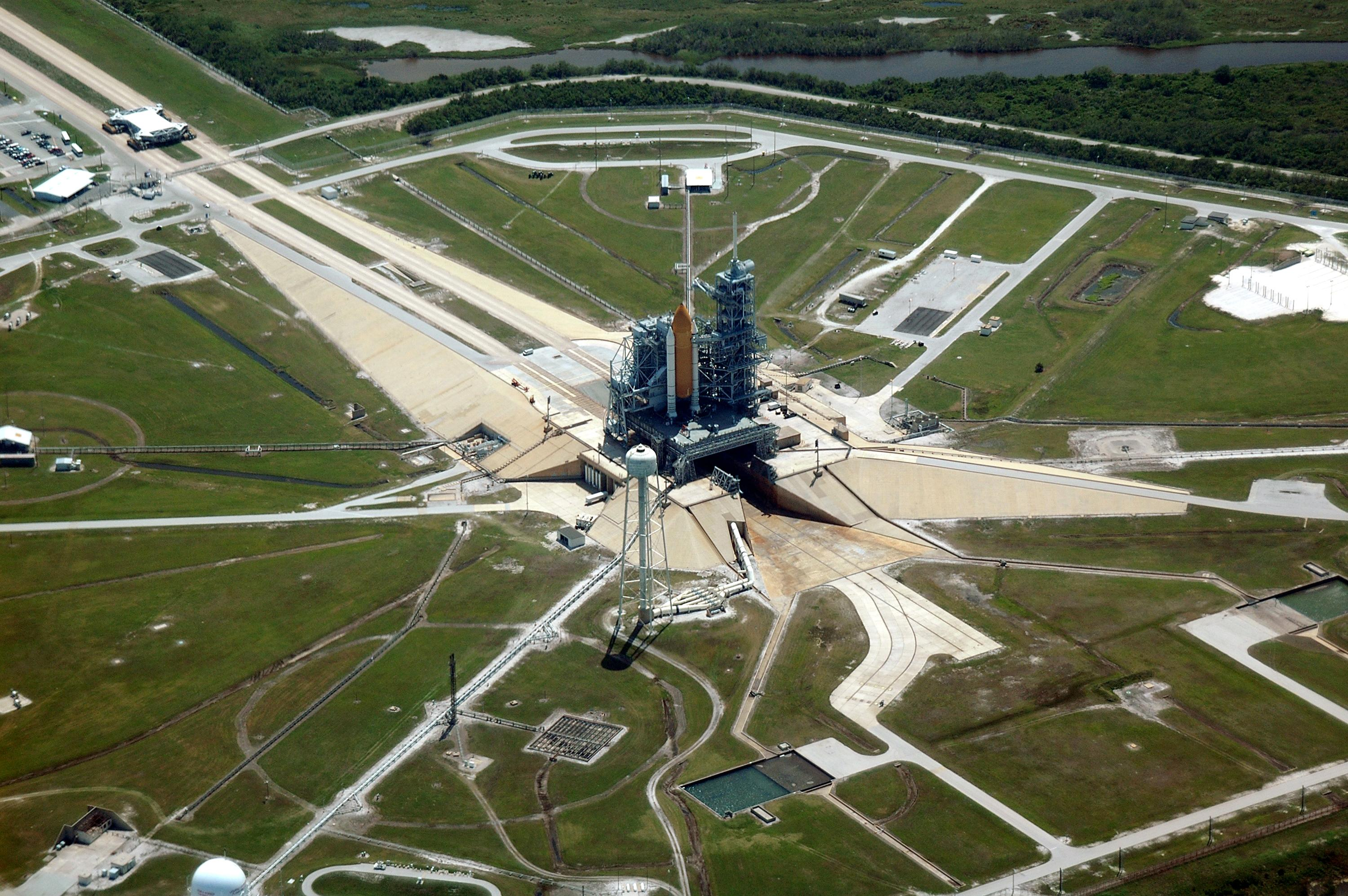
Bệ phóng tại Kennedy Space Center Launch Complex 39B trên Đảo Merritt, Florida.

Bệ phóng là một địa điểm trên mặt đất mà từ đó một tên lửa tự hành hoặc một phương tiện không gian chạy bằng tên lửa được phóng thẳng đứng.